# Locomotiva FS 893
Le locomotive FS 893 sono state un gruppo di locotender a vapore di fabbricazione austriaca acquisite dall'Italia come bottino di guerra, insieme alla Ferrovia Merano-Malles, alla fine della prima guerra mondiale.

## Storia
Il gruppo di locomotive, realizzate su progetto di Karl Gölsdorf, proveniva dal parco rotabili delle Kaiserlich-königliche österreichische Staatsbahnen (ferrovie imperial regie dello Stato austriaco) dove era immatricolato come gruppo KkStB 178 e pervenne alle FS nel 1918, alla fine della prima guerra mondiale, in seguito all'occupazione italiana del territorio su cui si snodava la Ferrovia Merano-Malles. 
Si trattava di locotender che, in numero di 12, passarono nel parco delle FS come Gruppo 893.001-012. Le locomotive erano state costruite quasi tutte dalla Krauss eccetto la 893.011 che proveniva dalla Wiener Neustadt e la 893.001 costruita dalla Floridsdorf. Dopo la seconda guerra mondiale la 893.012 passò in mani jugoslave e venne reimmatricolata come JDZ 52.016. Qualche esemplare del gruppo 893 FS sopravvisse fino agli anni cinquanta.

## Caratteristiche tecniche
Le locomotive era di impostazione austriaca classica, di forma compatta, con rodiggio 0-4-0 adatto a treni non troppo veloci, con casse d'acqua affiancate alla caldaia che si prolungavano per quasi tutta la sua lunghezza. Erano munite di freno a vuoto. Come molte locomotive austriache erano munite di parascintille, sul fumaiolo, che vennero eliminati dopo l'acquisizione.

## Corrispondenza locomotive ex kkStB e numerazione FS[3]
| Numero e gruppo FS | numero e gruppo KkStB | Fabbrica      | anno di fabbricazione | Demolizione o alienazione |
| ------------------ | --------------------- | ------------- | --------------------- | ------------------------- |
| 893.001            | 178.14                | Floridsdorf   | 1901                  | ?                         |
| 893.002            | 178.25                | Krauss        | 1902                  | ?                         |
| 893.003            | 178.32                | Krauss        | 1905                  | ?                         |
| 893.004            | 178.33                | Krauss        | 1905                  | ?                         |
| 893.005            | 178.34                | Krauss        | 1906                  | ?                         |
| 893.006            | 178.35                | Krauss        | 1906                  | ?                         |
| 893.007            | 178.38                | Krauss        | 1906                  | ?                         |
| 893.008            | 178.39                | Krauss        | 1906                  | ?                         |
| 893.009            | 178.133               | Krauss        | 1912                  | ?                         |
| 893.010            | 178.142               | Krauss        | 1913                  | ?                         |
| 893.011            | 178.151               | Wiener Neust. | 1913                  | ?                         |
| 893.012            | 178.163               | Krauss        | 1914                  | dal 1945 JDZ 52.016       |